# Gonrieux

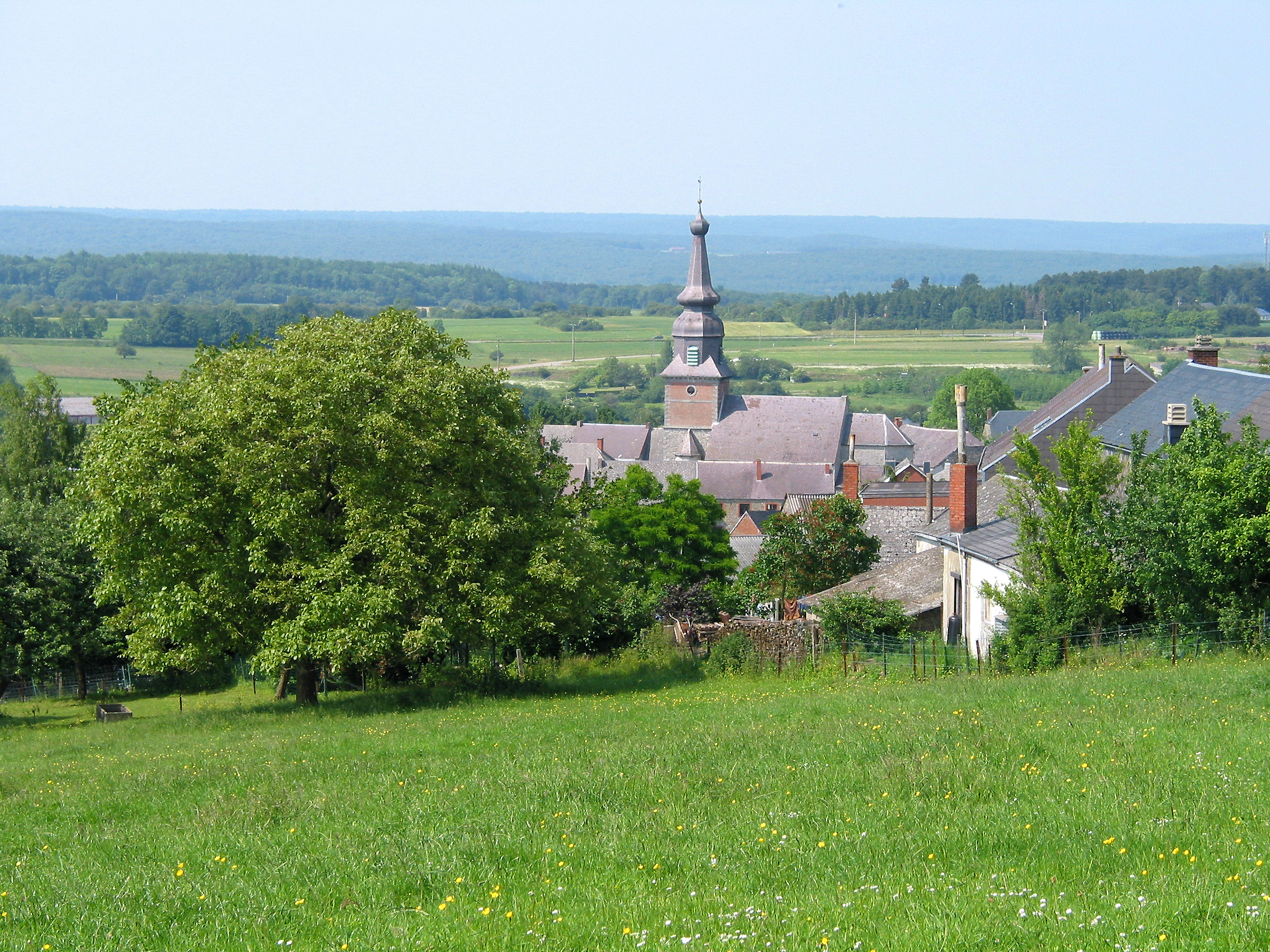
Panorama

Gonrieux is een plaats en deelgemeente van de Belgische gemeente Couvin. Gonrieux ligt in de provincie Namen en was tot 1 januari 1977 een zelfstandige gemeente. In 1913 werd het dorp Presgaux afgesplitst om een zelfstandige gemeente te worden.

## Demografische ontwikkeling
- Bronnen:NIS, Opm:1831 tot en met 1970=volkstellingen, 1976= inwoneraantal op 31 december
- 1920: Afsplitsing van Presgaux in 1913